# Станция Хорник
Комбини́рованное депо́ Чика́го, Милуо́ки, Сент-Пол и Паси́фик - Хо́рник, также известное как Депо (Станция) Хо́рник — историческое здание, расположенное в Хорнике, штат Айова, США. Город был основан земельной компанией Чикаго, Милуоки, Сент-Пол и Тихоокеанской железной дороги (CMSP&P Railroad), для создания ответвления от Маниллы, штат Айова, до Су-Сити. С 1887 года это двухэтажное каркасное здание служило пассажирским и грузовым депо.
Это одно из шести подобных депо, сохранившихся в Айове, и самое хорошо сохранившееся. Такие здания были построены по стандартному проекту, использовавшемуся на железной дороге. В двухэтажных зданиях были предусмотрены жилые помещения для начальника станции, так как на момент постройки депо города еще не были застроены. Грузовые погрузки осуществлялись с северной стороны, а посадка пассажиров - с южной. Пассажирское сообщение прекратилось в 1950-х годах, а зерно здесь грузили до 1980 года, когда компания Milwaukee Road отказалась от ветки Су-Сити. 
Здание было включено в Национальный реестр исторических мест США в 1990 г. В настоящее время в здании располагается краеведческий музей.